# Harald Kirschner
Harald Kirschner (* 1944 in Reichenberg) ist ein deutscher Fotograf; seine Schaffensschwerpunkte sind Sozialdokumentarische Fotografie, Reportage sowie Alltagsfotografie in der DDR.

## Leben und Werk
Harald Kirschner wuchs in Altentreptow in Mecklenburg-Vorpommern auf. Zwischen 1963 und 1965 absolvierte er eine Fotografenlehre in Loitz.
Von 1968 bis 1973 studierte Kirschner bei Heinz Föppel und Sieghard Liebe (* 1937) Fotografie an der Hochschule für Grafik und Buchkunst Leipzig (HGBK) wo er mit dem Diplom abschloss. Von 1973 bis 1976 hatte er an der HGBK eine Aspirantur. Nach dem Dienst in der NVA war er von 1978 bis 1981 Assistent an der HGBK. Seit 1981 ist er in Leipzig freischaffen tätig. Er war bis 1990 Mitglied des Verbands Bildender Künstler der DDR.
Von 1993 bis 2003 war Kirschner als Fotograf an zahlreichen Buchpublikationen von Pro Leipzig e.V. – etwa über einige Stadtteile Leipzigs – beteiligt.
Kirschner ist verheiratet mit der Kinderbuch-Illustratorin und -Autorin Jutta Kirschner (* 1949). Die Eheleute haben einige Bücher gemeinsam veröffentlicht und wohnen in Leipzigs Stadtteil Grünau.

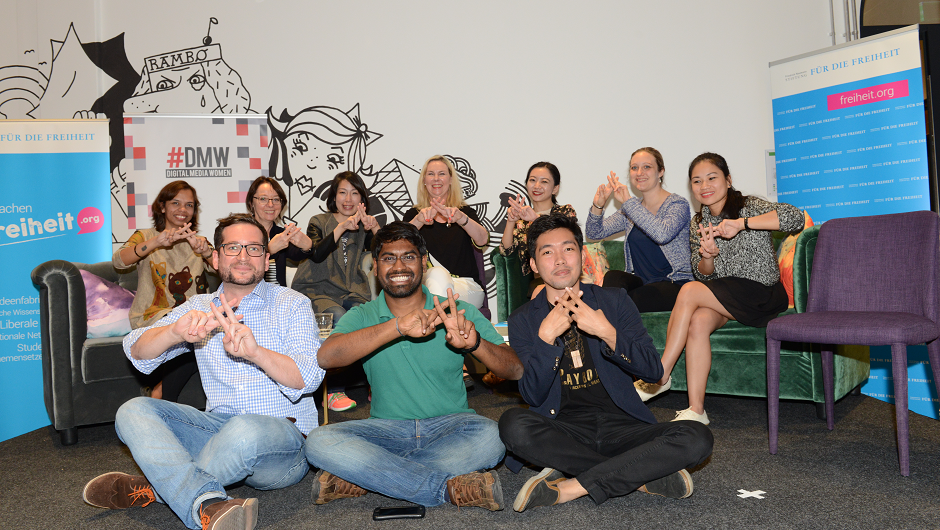
25. Juli 2017: Auslandsarbeit der Stiftung – Start up Dialog (Foto: Harald Kirschner)

## Publikationen mit Fotografien Kirschners (Auswahl)
- Harald Kirschner: Abenteuer Platte. Mitteldeutscher Verlag, Halle (Saale) 2021, ISBN 978-3-96311-515-8 (Bildband, 128 Seiten; Quelle: https://d-nb.info/1232939676, 11. Oktober 2021).
- Harald Kirschner, Hans Sonntag: Als die Eisenbahnstraße noch Ernst-Thälmann-Straße hieß. Mitteldeutscher Verlag, Halle 2019, ISBN 978-3-96311-150-1[3]
- Raster Beton – vom Leben in Großwohnsiedlungen zwischen Kunst und Platte. Leipzig-Grünau im internationalen Vergleich. Weimar 2017
- Credo – Kirche in der DDR. Halle (Saale) 2017[4]
- Vom Heimischwerden – Leipzig-Grünau 1981 bis 1991. Halle (Saale) 2015
- Patina – Halle 1986–1990. Halle (Saale) 2013
- Grünau – Fotolesebuch. Fotos: Harald Kirschner, Hrsg. Pro Leipzig e.V., Leipzig 2006, ISBN 978-3-936508-17-8
- Der Zirkus ist da. Zusammen mit Jutta Kirschner. Berlin 1987, 2. Aufl.
- Eine Pferdeferienfahrt. Zusammen mit Jutta Kirschner. Berlin 1979

## Ausstellungen (unvollständig)

### Personalausstellungen (seit 2006)
- 2018    Syrien ‘86, Leipzig, Haus des Buches[5]
- 2018    Credo, Marcel-Callo-Haus, Heilbad Heiligenstadt
- 2017    Credo, Landtag von Sachsen-Anhalt, SPD-Landtagsfraktion
- 2016    Credo, Museum der bildenden Künste Leipzig
- 2016    Gnadenkirche, Leipzig-Wahren
- 2016    Galerie Jochen Hempel, Berlin
- 2016    Traum und Tristesse, Stiftung Haus der Geschichte der BRD, Bonn
- 2015    Neubrandenburg
- 2015    Begrenzungen, Pauluskirche Grünau, Leipzig
- 2015    Die Anfänge der katholischen Gemeinde St. Martin in Grünau, Leipzig[6]
- 2015    Traum und Tristesse, Museum in der Kulturbrauerei, Berlin
- 2014    Breunsdorf 1994, Ausstellung im Museum der Stadt Borna
- 2013    Patina – Halle 1986–1990, Galerie Raum Hellrot, Halle
- 2012    Leipziger Osten 1981, Galerie Komm-Haus, Leipzig
- 2012    Syrien 1986, Galerie Bürocafé Tiefensee, Leipzig
- 2012    Traum und Tristesse, Haus der Geschichte der Bundesrepublik Deutschland, Zeitgeschichtliches Forum Leipzig
- 2011     Leipziger Osten 1981/2011, Pöge-Haus Leipzig (mit Christiane Eisler)
- 2010     Eiger Nordwand – Verlassene Wohnungen, Stadtgeschichtliches Museum Leipzig
- 2009     Galerie Pauluskirche Leipzig
- 2006     Allee-Center Leipzig

### Teilnahme Gruppenausstellungen in der Zeit der DDR
- 1982/1983 und 1987/1988: Dresden, Kunstausstellung der DDR
- 1978: Warschau, Plakatbiennale
- 1978: London („Fotografie in der DDR“)
- 1979: Köln („Fotografie in der DDR“)
- 1982: Berlin, Treptower Park („Plastik und Blumen“)
- 1982: Leipzig, Museum der Bildenden Künste („Selbstbildnisse Leipziger Künstler“)
- 1985: Berlin, Nationalgalerie („Auf gemeinsamen Wegen“. Kunstausstellung zum 40. Jahrestag der Befreiung.)
- 1985: Erfurt, IGA („Künstler im Bündnis“)

### Gruppenausstellungen seit 1999
- 2016     3plus2, Quito/Ecuador
- 2015     Paradigma Plagwitz 2, Druckkunst-Museum, Leipzig (Katalog)
- 2015     Positionen Leipziger Fotografen, Galerie Waldenburg
- 2014     Paradigma Plagwitz, Tapetenwerk, Leipzig (Katalog)
- 2014     Leipzig Monochrom, Galerie Koenitz, Leipzig
- 2011     Leipzig – Fotografie seit 1839, Museum der bildenden Künste Leipzig (Katalog)
- 2009     East – Zu Protokoll / For the record, Galerie für Zeitgenössische Kunst Leipzig (Katalog) sowie in Chemnitz, München, Essen, Stavanger, Neubrandenburg, Frankfurt, Dresden
- 2009     60 / 40 / 20. Kunst in Leipzig seit 1949, Museum der bildenden Künste Leipzig / Kunsthalle der Sparkasse Leipzig (Katalog)
- 2009     Orte. Heimat, Galerie Photan, Leipzig
- 2000     7. Leipziger Jahresausstellung (Katalog)
- 2000     The Ir-Real of the Real, Georgia Museum of Art, USA (Katalog)
- 1999     Revolution mit Kerzen, KPMG-Galerie, Leipzig[7]